# 폐포 (위상수학)
위상수학에서 폐포(閉包, 영어: closure)는 주어진 위상 공간의 부분 집합을 포함하는 가장 작은 닫힌집합이다. 이는 그 부분 집합의 원소와 극한점으로 구성된다. {\displaystyle A}의 폐포는 {\displaystyle \operatorname {cl} A} 또는 {\displaystyle {\bar {A}}}와 같이 표기한다. 서로 다른 위상 공간의 부분 집합으로서의 폐포를 구분하기 위해 {\displaystyle \operatorname {cl} _{(X,{\mathcal {T}})}A} 또는 {\displaystyle \operatorname {cl} _{X}A} 또는 {\displaystyle \operatorname {cl} _{\mathcal {T}}A}와 같이 쓸 수도 있다. 위상이 거리 함수 {\displaystyle d}로 유도되었을 경우 {\displaystyle \operatorname {cl} _{(X,d)}A} 또는 {\displaystyle \operatorname {cl} _{d}A}와 같이 써도 좋다.

## 정의
위상 공간 {\displaystyle X}의 부분 집합 {\displaystyle A\subseteq X}이 주어졌다고 하자. 점 {\displaystyle x\in X}이 다음 조건을 만족시킨다면, {\displaystyle A}의 폐포점(閉包點, 영어: point of closure)이라고 한다.
- {\displaystyle x}의 모든 근방 {\displaystyle U\ni x}에 대하여, {\displaystyle U\cap A\neq \varnothing }이다.

만약 {\displaystyle x}의 국소 기저 {\displaystyle {\mathcal {B}}}가 주어졌을 경우, 다음 두 조건이 서로 동치이다.
- {\displaystyle x}는 {\displaystyle A}의 폐포점이다.
- 모든 {\displaystyle B\in {\mathcal {B}}}에 대하여, {\displaystyle B\cap A\neq \varnothing }이다.

특히, 폐포점의 정의에서 ‘근방’을 ‘열린 근방’으로 대체할 수 있다.
위상 공간 {\displaystyle X}의 부분 집합 {\displaystyle A\subseteq X}의 폐포 {\displaystyle \operatorname {cl} A}는 {\displaystyle A}의 모든 폐포점들의 집합이다.

## 성질

### 극한점과의 관계
위상 공간 {\displaystyle X}의 부분 집합 {\displaystyle A\subseteq X} 및 점 {\displaystyle x\in X}에 대하여, 다음 두 조건이 서로 동치이다.
- {\displaystyle x}는 {\displaystyle A}의 폐포점이다.
- {\displaystyle x\in A}이거나, {\displaystyle x}는 {\displaystyle A}의 극한점이다.

즉, {\displaystyle A}의 폐포는 {\displaystyle A}와 그 유도 집합의 합집합이다.
{\displaystyle \operatorname {cl} A=A\cup A'}

### 닫힌집합과의 관계
위상 공간 {\displaystyle X}의 부분 집합 {\displaystyle A\subseteq X}에 대하여, 다음 조건들이 서로 동치이다.
- 닫힌집합이다.
- {\displaystyle \operatorname {cl} A=A}
- {\displaystyle \operatorname {cl} A\subseteq A}
- {\displaystyle A'\subseteq A}

반대로, {\displaystyle A}의 폐포는 {\displaystyle A}를 포함하는 모든 닫힌집합들의 교집합이다. 즉, 이는 {\displaystyle A}를 포함하는 가장 작은 닫힌집합이다.

### 내부·경계와의 관계
위상 공간 {\displaystyle X}의 부분 집합 {\displaystyle A\subseteq X} 및 점 {\displaystyle x\in X}에 대하여, 다음 두 조건이 서로 동치이다.
- {\displaystyle x}는 {\displaystyle A}의 폐포점이다.
- {\displaystyle x}는 {\displaystyle A}의 내부점이거나 경계점이다.
- {\displaystyle x}는 {\displaystyle A}의 여집합 {\displaystyle X\setminus A}의 내부점이 아니다.

즉, {\displaystyle A}의 폐포는 {\displaystyle A}의 여집합의 내부의 여집합이며, 또한 {\displaystyle A}의 내부와 경계의 분리 합집합이다.
{\displaystyle \operatorname {cl} A=X\setminus \operatorname {int} (X\setminus A)}
{\displaystyle \operatorname {cl} A=\operatorname {int} A\sqcup \partial A}
반대로, {\displaystyle A}의 경계는 {\displaystyle A}와 그 여집합의 폐포의 교집합이다.
{\displaystyle \partial A=\operatorname {cl} A\cap \operatorname {cl} (X\setminus A)}

### 항등식
위상 공간 {\displaystyle X}의 부분 집합 {\displaystyle A,B\subseteq X} 및 집합족 {\displaystyle {\mathcal {A}}}에 대하여, 다음 항등식들이 성립한다.
{\displaystyle \operatorname {cl} \varnothing =\varnothing }
{\displaystyle \operatorname {cl} X=X}
{\displaystyle \operatorname {cl} (A\cup B)=\operatorname {cl} A\cup \operatorname {cl} B}
{\displaystyle \operatorname {cl} \left(\bigcup {\mathcal {A}}\right)\supseteq \bigcup _{A\in {\mathcal {A}}}\operatorname {cl} A}
{\displaystyle \operatorname {cl} \left(\bigcap {\mathcal {A}}\right)\subseteq \bigcup _{A\in {\mathcal {A}}}\operatorname {cl} A}
또한, 만약 {\displaystyle {\mathcal {A}}}가 국소 유한 집합족이라면, 다음이 성립한다.
{\displaystyle \operatorname {cl} \left(\bigcup {\mathcal {A}}\right)=\bigcup _{A\in {\mathcal {A}}}\operatorname {cl} A}
즉, 폐포는 유한 합집합을 보존하며, 보다 일반적으로 국소 유한 합집합을 보존하지만, 무한 합집합이나 유한·무한 교집합은 일반적으로 보존하지 않는다.
반례:
표준적인 위상을 갖춘 실수선 {\displaystyle \mathbb {R} } 위에서 다음과 같은 집합들을 생각하자.
{\displaystyle A_{n}=(1/n,1)\qquad (n\in \mathbb {Z} ^{+})}
{\displaystyle A=(0,1)}
{\displaystyle B=(1,2)}
그렇다면, {\displaystyle A_{n}}의 합집합 {\displaystyle (0,1)}의 폐포 {\displaystyle [0,1]}는 {\displaystyle A_{n}}의 폐포 {\displaystyle [1/n,1]}의 합집합 {\displaystyle (0,1]}을 진부분 집합으로 포함한다. 또한, {\displaystyle A}와 {\displaystyle B}의 교집합의 폐포는 공집합이며, 이는 {\displaystyle A}의 폐포 {\displaystyle [0,1]}와 {\displaystyle B}의 폐포 {\displaystyle [1,2]}의 교집합 {\displaystyle \{1\}}의 진부분 집합이다.

## 예

### 이산 공간
이산 공간의 부분 집합의 폐포는 항상 자기 자신이다.

### 비이산 공간
비이산 공간의 공집합이 아닌 부분 집합의 폐포는 전체 공간이다.

### 열린 공
{\displaystyle \mathbb {K} \in \{\mathbb {R} ,\mathbb {C} ,\mathbb {H} \}}에 대하여, (노름 위상을 갖춘) {\displaystyle \mathbb {K} }-노름 공간 위의 열린 공
{\displaystyle \operatorname {ball_{open}} (0,1)=\{v\in V\colon \Vert v\Vert <1\}}
의 폐포는 닫힌 공
{\displaystyle \operatorname {cl} (\operatorname {ball_{open}} (0,1))=\operatorname {ball_{closed}} (0,1)=\{v\in V\colon \Vert v\Vert \leq 1\}}
이다. 일반적인 거리 공간의 경우, 열린 공은 항상 열린집합이며, 닫힌 공은 항상 닫힌집합이지만, 열린 공의 폐포는 그에 대응하는 닫힌 공이 아닐 수 있다. 예를 들어, 이산 거리 공간 {\displaystyle (X,d)} 위에서, {\displaystyle x}를 중심으로 하며 1을 반지름으로 하는 열린 공과 닫힌 공은 다음과 같다.
{\displaystyle \operatorname {ball_{open}} (x,1)=\{x\}}
{\displaystyle \operatorname {ball_{closed}} (x,1)=X}
하지만 열린 공의 폐포는 자기 자신이며, 만약 {\displaystyle |X|\geq 2}인 경우 이는 닫힌 공과 일치하지 않는다.

### 갈루아 군
갈루아 확대 {\displaystyle L/K}의 갈루아 군 {\displaystyle \operatorname {Gal} (L/K)}은 사유한군이며, 이 위에 사유한 위상을 줄 수 있다. 이 경우, 임의의 부분군 {\displaystyle H\leq \operatorname {Gal} (L/K)}의 폐포는 다음과 같다.
{\displaystyle \operatorname {cl} H=\operatorname {Gal} (L/L^{H})}
여기서
{\displaystyle L^{H}=\{a\in L\colon h(a)=a\forall h\in H\}}
는 {\displaystyle H}가 고정하는 체의 원소들로 구성된 부분 확대이다.

### 균등 공간
(균등 위상을 갖춘) 균등 공간 {\displaystyle (X,{\mathcal {E}})}의 부분 집합 {\displaystyle A\subseteq X}의 폐포는 {\displaystyle A}의 대칭 측근들에 대한 상들의 교집합과 같다.:104, Corollary 8.10
{\displaystyle \operatorname {cl} A=\bigcap _{E=E^{-1}\in {\mathcal {E}}}\{y\colon \exists x\in A\colon (x,y)\in E\}}
증명:
임의의 측근 {\displaystyle E\in {\mathcal {E}}}에 대하여, {\displaystyle F=E\cap E^{-1}\subseteq E}는 측근이며, {\displaystyle F=F^{-1}}이다. 따라서, 임의의 {\displaystyle y\in X}에 대하여,
{\displaystyle \{\{x\colon (y,x)\in E\}\colon E=E^{-1}\in {\mathcal {E}}\}}
은 {\displaystyle x}의 국소 기저를 이룬다. 따라서, 다음이 성립한다.
{\displaystyle {\begin{aligned}\operatorname {cl} A&=\{y\in X\colon \forall E\in {\mathcal {E}}\colon E=E^{-1}\implies \{x\colon (y,x)\in E\}\cap A\neq \varnothing \}\\&=\{y\in X\colon \forall E\in {\mathcal {E}}\colon E=E^{-1}\implies (\exists x\in A\colon (y,x)\in E)\}\\&=\{y\in X\colon \forall E\in {\mathcal {E}}\colon E=E^{-1}\implies (\exists x\in A\colon (x,y)\in E)\}\\&=\bigcap _{E=E^{-1}\in {\mathcal {E}}}\{y\colon \exists x\in A\colon (x,y)\in E\}\end{aligned}}}

### 스콧 위상
원순서 집합 {\displaystyle (P,\lesssim )} 위에 스콧 위상을 주었을 때, 한원소 집합의 폐포는 그 하폐포이다.:Remark II-1.4
{\displaystyle \operatorname {cl} \{a\}=\mathop {\downarrow } a}